# Heimatmuseum Dykhus
Das Heimatmuseum Dykhus (= Deichhaus) liegt in unmittelbarer Nähe des Alten Leuchtturmes auf der Nordseeinsel Borkum. Der Heimatverein der Insel Borkum betreut und betreibt das Museum.
Es besteht seit 1958 und ist in einem unter Denkmalschutz stehenden Gulfhaus in der Roelof-Gerritz-Meyer-Straße untergebracht, das bis zur Umwandlung in ein Museum als Wohnhaus diente. Das Heimatmuseum steht auf einer Warft am Fuße des ersten Deichs, der auf Borkum gebaut wurde. Das für Ostfriesland typische Gulfhaus ist ein eingeschossiger Ziegelbau. Der Wohnteil wurde nachträglich verputzt und verfügt über einen Giebelkamin und Schiebefenster. Der Wirtschaftsteil war früher mit Gulfgerüst und Viehställen ausgestattet. Erbaut wurde es Anfang des 19. Jahrhunderts.
Der Zugang zum Heimatmuseum führt durch ein Tor, das durch zwei hoch aufgerichteten Kinnladen eines Wales gebildet wird. Die Walknochen erinnern an die frühere Tradition der Borkumer als Walfänger. Schwerpunkte der Sammlung sind die Ortsgeschichte mit Tourismus, Borkums Walfängerzeit, Seefahrt und Seenotrettung, Natur und Umwelt. Größtes Exponat ist das 15 Meter lange Skelett eines 35 Tonnen schweren Pottwals, der 1998 an der Schleswig-Holsteinischen Küste gestrandet ist. Sonderausstellungen zu wechselnden Themen ergänzen das Angebot.